# Malý Beranov
Malý Beranov là một làng thuộc huyện Jihlava, vùng Vysočina, Cộng hòa Séc.